# Київська пектораль (2017)
25-та церемонія вручення нагород театральної премії «Київська пектораль»

27 березня 2017 року
< 24-та Церемонії вручення 26-та >
25-та церемонія вручення нагород премії «Київська пектораль»відбулася 27 березня 2017 року. Премію присуджувала Національна Спілка театральних діячів за заслуги в театральному мистецтві у 2016 році. Церемонію провели в Києві, в Колонній залі Київської міської державної адміністрації. Нагороди були в 15 номінаціях.

## Номінати та переможці
★Переможців виділено окремим кольором.

### Основні номінації
| Категорії                                       | Лауреати та номінанти | Лауреати та номінанти | Лауреати та номінанти |
| ----------------------------------------------- | --- | --- | --- |
| Найкраща драматична вистава                     | ★ «Без вини винні» (режисер Віктор Гирич, Київський академічний театр юного глядача на Липках) | ★ «Без вини винні» (режисер Віктор Гирич, Київський академічний театр юного глядача на Липках)                                                             | ★ «Без вини винні» (режисер Віктор Гирич, Київський академічний театр юного глядача на Липках)                                                             |
| Найкраща драматична вистава                     | • «Річард III» (реж. Автанділ Варсімашвілі, Національний академічний драматичний театр ім. Івана Франка) | | |
| Найкраща драматична вистава                     | • «Незрівнянна» (реж. Анатолій Хостікоєв, Національний академічний драматичний театр ім. Івана Франка) | | |
| Найкраща режисерська робота                     | | ★ Стас Жирков — «Слава героям». Копродукція Театру «Золоті ворота» та Івано-Франківського академічного обласного музично-драматичного театру ім. І. Франка | ★ Стас Жирков — «Слава героям». Копродукція Театру «Золоті ворота» та Івано-Франківського академічного обласного музично-драматичного театру ім. І. Франка |
| Найкраща режисерська робота                     | • Автанділ Варсімашвілі — «Річард III». Національний академічний драматичний театр ім. Івана Франка | | |
| Найкраща режисерська робота                     | • Лада Шиленко — «Рита». Київський муніципальний академічний театр опери і балету для дітей та юнацтва | | |
| Найкраща вистава камерної сцени                 | ★ «Ми, Майдан», Київський академічний театр «Колесо» | ★ «Ми, Майдан», Київський академічний театр «Колесо» | ★ «Ми, Майдан», Київський академічний театр «Колесо» |
| Найкраща вистава камерної сцени                 | • «Слава Героям», Копродукція Театру «Золоті Ворота» та Івано-Франківського академічного обласного музично-драматичного театру ім. І. Франка                                                                 | | |
| Найкраща вистава камерної сцени                 | • «Розрада та утіха», Новий драматичний театр на Печерську | | |
| Найкращий режисерський дебют                    | | ★ Валерія Федотова — «Ослик должен быть худым», Київська академічна майстерня театрального мистецтва «Сузір'я»                                             | ★ Валерія Федотова — «Ослик должен быть худым», Київська академічна майстерня театрального мистецтва «Сузір'я»                                             |
| Найкращий режисерський дебют                    | • Лада Шиленко — «Ріта», Київський муніципальний академічний театр опери і балету для дітей та юнацтва | | |
| Найкращий режисерський дебют                    | • Дмитро Лобода — «Жила собі Сироїжка», Київський академічний театр юного глядача на Липках | | |
| Найкраща сценографія                            | ★ Міроні Швелідзе — «Річард III».Національний академічний драматичний театр ім. Івана Франка | ★ Міроні Швелідзе — «Річард III».Національний академічний драматичний театр ім. Івана Франка                                                               | ★ Міроні Швелідзе — «Річард III».Національний академічний драматичний театр ім. Івана Франка                                                               |
| Найкраща сценографія                            | • Станіслав Петровський — «Снігова королева». Національний академічний театр опери і балету України ім. Т. Г. Шевченка                                                                                       | | |
| Найкраща сценографія                            | • Олексій Вакарчук — «Вітер шумить в тополях». Національний академічний театр російської драми ім. Лесі Українки                                                                                             | | |
| Найкраще виконання чоловічої ролі               | | ★ Богдан Бенюк — за роль Річарда III у виставі «Річард III», Національний театр ім. І. Франка                                                              | ★ Богдан Бенюк — за роль Річарда III у виставі «Річард III», Національний театр ім. І. Франка                                                              |
| Найкраще виконання чоловічої ролі               | • Ігор Левенець — за роль Тассили Ердеді у виставі «Графиня Маріца», Київський національний академічний театр оперети).                                                                                      | | |
| Найкраще виконання чоловічої ролі               | • Олексій Гнатковський — за роль Остапа Ільковича Шемеля у виставі"Слава Героям", Копродукція Театру «Золоті Ворота» та Івано-Франківського академічного обласного музично-драматичного театру ім. І. Франка | | |
| Найкраще виконання жіночої ролі                 | | ★ Христина Микитин — за роль Елен у виставі «Мене надіслав доктор Хоу», Київський академічний театр юного глядача на Липках                                | ★ Христина Микитин — за роль Елен у виставі «Мене надіслав доктор Хоу», Київський академічний театр юного глядача на Липках                                |
| Найкраще виконання жіночої ролі                 | • Олена Мамчур — за роль Софії Гринєвої у виставі «Розрада та утіха», Новий драматичний театр на Печерську                                                                                                   | | |
| Найкраще виконання жіночої ролі                 | • Наталія Сумська — за роль Флоренс Фостер Дженкінс у виставі «Незрівнянна», Національний академічний драматичний театр ім. Івана Франка                                                                     | | |
| Найкраще виконання чоловічої ролі другого плану | | ★ Арсен Курбанов — за роль Коломана Зупана у виставі «Графиня Маріца», Київський національний академічний театр оперети                                    | ★ Арсен Курбанов — за роль Коломана Зупана у виставі «Графиня Маріца», Київський національний академічний театр оперети                                    |
| Найкраще виконання чоловічої ролі другого плану | • Олександр Ярема — за роль Ніла Стратоновича Дудукіна у виставі «Без вини винні», Київський академічний театр юного глядача на Липках                                                                       | | |
| Найкраще виконання чоловічої ролі другого плану | • Володимир Скорик — за роль Джеймса у виставі «Мене надіслав доктор Хоу», Київський академічний театр юного глядача на Липках                                                                               | | |
| Найкраще виконання жіночої ролі другого плану   | | ★ Шорена Шонія — за роль Собаки у виставі «Двоє, не рахуючи собаки (Історія собаки)», Національний академічний театр російської драми ім. Лесі Українки    | ★ Шорена Шонія — за роль Собаки у виставі «Двоє, не рахуючи собаки (Історія собаки)», Національний академічний театр російської драми ім. Лесі Українки    |
| Найкраще виконання жіночої ролі другого плану   | • Марина Буштрук — за роль Енні у виставі «Мене надіслав доктор Хоу», Київський академічний театр юного глядача на Липках                                                                                    | | |
| Найкраще виконання жіночої ролі другого плану   | • Леся Самаєва — за роль Харіти Ігнатівни Огудалової у виставі «Безприданиця. Версія», Київський академічний театр драми і комедії на лівому березі Дніпра                                                   | | |
| Найкраща вистава для дітей                      | ★ «Містер Р-р-р» (режисер Михайло Яремчук, Творча майстерня «Театр маріонеток») | ★ «Містер Р-р-р» (режисер Михайло Яремчук, Творча майстерня «Театр маріонеток»)                                                                            | ★ «Містер Р-р-р» (режисер Михайло Яремчук, Творча майстерня «Театр маріонеток»)                                                                            |
| Найкраща вистава для дітей                      | • «Мене надіслав доктор Хоу»(реж. Юрій Лізенгевич, Київський академічний театр юного глядача на Липках) | | |
| Найкраща вистава для дітей                      | • «Мрія маленького віслючка» (реж. Михайло Яремчук, Київський академічний театр ляльок) | | |
| Найкраща музична вистава                        | ★ «Графиня Маріца» (режисер Богдан Струтинський, Київський національний академічний театр оперети) | ★ «Графиня Маріца» (режисер Богдан Струтинський, Київський національний академічний театр оперети)                                                         | |
| Найкраща музична вистава                        | • «Ріта» (реж. Лада Шиленко, Київський муніципальний академічний театр опери і балету для дітей та юнацтва)                                                                                                  | | |
| Найкраще пластичне пластичне вирішення вистави  | ★ Аніко Рехвіашвілі, балет «Снігова королева» (балетмейстер Аніко Рехвіашвілі, Національний академічний театр опери та балету України ім. Т. Шевченка)                                                       | ★ Аніко Рехвіашвілі, балет «Снігова королева» (балетмейстер Аніко Рехвіашвілі, Національний академічний театр опери та балету України ім. Т. Шевченка)     | ★ Аніко Рехвіашвілі, балет «Снігова королева» (балетмейстер Аніко Рехвіашвілі, Національний академічний театр опери та балету України ім. Т. Шевченка)     |
| Найкраще пластичне пластичне вирішення вистави  | • Дмитро Каракуц, вистава «Незрівнянна» (реж. Анатолій Хостікоєв, Національний академічний драматичний театр ім. Івана Франка)                                                                               | | |
| Найкраще пластичне пластичне вирішення вистави  | • Артем Шошин, вистава «Пробігаючи життя» (хореограф Артем Шошин, КИЕВ МОДЕРН-БАЛЕТ) | | |
| Найкраща музична концепція вистави              | ★ Владислав Тененбаум, вистава «Вид з мосту» (реж. Кирило Кашліков, Національний академічний театр російської драми ім. Лесі Українки)                                                                       | ★ Владислав Тененбаум, вистава «Вид з мосту» (реж. Кирило Кашліков, Національний академічний театр російської драми ім. Лесі Українки)                     | ★ Владислав Тененбаум, вистава «Вид з мосту» (реж. Кирило Кашліков, Національний академічний театр російської драми ім. Лесі Українки)                     |
| Найкраща музична концепція вистави              | • Денис Мартинов, вистава «Любить», Новий драматичний театр на Печерську | | |
| Найкраща музична концепція вистави              | • Олексій Баклан, вистава «Снігова королева» (балетмейстер Аніко Рехвіашвілі, Національний академічний театр опери та балету України ім. Т. Шевченка)                                                        | | |

### Номінації від Організаційного комітету
- Премію за внесок у розвиток театрального мистецтва вручили Нінель Биченко, доценту кафедри театрального мистецтва Київського університету культури і мистецтв[2].
- Спеціальну премію «За енергійний мистецький пошук» журі присудило незалежному «Дикому театру»[2].